# Pleiomorpha eumeces
Pleiomorpha eumeces là một loài bướm đêm thuộc họ Gracillariidae. Nó được tìm thấy ở Nam Phi.
Ấu trùng ăn Diospyros lycioides và Royena pallens. Chúng có thể ăn lá nơi chúng làm tổ.